# Philippe Louviot
Philippe Louviot (Nogent-sur-Marne, 10 maart 1964) is een Frans voormalig wielrenner die beroeps was tussen 1985 en 1995.

## Wielerloopbaan
Philippe Louviot behaalde in zijn beroepscarrière elf overwinningen, waaronder in 1990 het Frans kampioenschap op de weg. Bovenal was hij een belangrijke helper en vriend van Laurent Jalabert bij Toshiba (voorheen La Vie Claire) en ONCE. Hij is een kleinzoon van Raymond Louviot, die 56 jaar eerder ook Frans kampioen op de weg werd, in 1934.

## Belangrijkste overwinningen
1985
- Ruban Granitier Breton

1988
- 3e etappe Ronde van de Europese Gemeenschap

1990
- Frans kampioen op de weg, Elite

1992
- 2e etappe Euskal Bizikleta

## Resultaten in voornaamste wedstrijden
| Jaar | Ronde van Italië | Ronde van Frankrijk | Ronde van Spanje |
| ---- | ---------------- | ------------------- | ---------------- |
| 1987 |                  |                     |                  |
| 1988 |                  |                     |                  |
| 1989 |                  | 59e                 |                  |
| 1990 |                  | 47e                 | 48e              |
| 1991 |                  | 44e                 |                  |
| 1992 |                  | 57e                 |                  |
| 1993 |                  | 64e                 |                  |
| 1994 |                  | 74e                 |                  |
| 1995 |                  |                     | opgave           |

| Jaar | Milaan-San Remo | Gent-Wevelgem | Ronde van Vlaanderen | Parijs-Roubaix |
| ---- | --------------- | ------------- | -------------------- | -------------- |
| 1987 | 38e             |               |                      |                |
| 1988 |                 |               |                      | 32e            |
| 1989 |                 |               |                      | 38e            |
| 1990 | 48e             | 128e          |                      | 34e            |
| 1991 | 112e            |               | 72e                  | 26e            |
| 1992 |                 |               | 87e                  | 58e            |
| 1993 |                 |               |                      |                |
| 1994 |                 |               |                      |                |
| 1995 |                 |               |                      |                |